# Pinus lumholtzii
Pinus lumholtzii B.L.Rob. & Fernald – gatunek drzewa iglastego z rodziny sosnowatych (Pinaceae). Występuje w północnym Meksyku (endemit). Ze względu na całkiem zwisające igły nazywana jest Pino triste, co po hiszpańsku oznacza "smutna sosna".

## Rozmieszczenie geograficzne
Zasięg w obrębie Meksyku rozciąga się na zachodnie stany i górzyste tereny od południowego Jalisco do miasta Chihuahua. Spotykana w obrębie pasma Sierra Madre Zachodnia w stanach: Aguascalientes, Chihuahua, Durango, Guanajuato, Jalisco, Nayarit, Sinaloa, Sonora, Zacatecas.

## Morfologia
PokrójDrzewiasty, korona drzewa szeroka, zaokrąglona.
PieńDorasta do 20 m wysokości i 50–70 cm średnicy. Kora młodych drzew czerwono-brązowa, łuszcząca się, z czasem szaro-brązowa do szarej, gruba, spękana na nieregularne podłużne płytki.
LiścieIgły wyrastają po 3 (rzadko po 2 lub 4) na krótkopędach, o długości (15)20–30(40) cm i szerokości (1)1,2–1,5 mm, jasnozielone, zaostrzone, z drobnoząbkowanym brzegiem. Zwisające.
SzyszkiSzyszki męskie różowawe, dojrzałe żółte, zebrane w rzadkie klastry przy końcach pędów. Cylindryczne, o rozmiarach 20–30 × 5 mm. Szyszki żeńskie wyrastają pojedynczo (sporadycznie w okółkach po 2–3), na szypułkach o długości 10–15 mm. Dojrzałe szyszki jajowate, po otwarci o wymiarach 3,5–5,5(7) × 3–4,5 cm. W szyszce 50–70 łusek nasiennych. Apofyza delikatnie wzniesiona, w kolorze od ochry do czerwonobrązowego. Nasiona o długości 3–5 mm, ciemnobrązowe, opatrzone skrzydełkiem o długości 1–1,4 cm.
Gatunki podobnePinus patula, podobna ze względu na opadające igły, które jednak nie zwisają tak silnie. P. patula ma także większe szyszki.

## Biologia i ekologia
Dwie wiązki przewodzące i 4–10 środkowych kanałów żywicznych w liściu, czasem 1–4 wewnętrzne. Linie aparatów szparkowych widoczne na wszystkich stronach liścia. Igły pozostają na drzewie przez 2 lata. Szyszki dojrzewają w ciągu 2 lat.
Występuje na wysokościach (1500)1700–2600(2900) m n.p.m.
Zazwyczaj towarzyszy jej kilka gatunków dębów (Querqus) oraz sosen, w tym P. leiophylla, P. arizonica, P. douglasiana, P. durangensis, P. herrerae, P. pseudostrobus, P. teocote, P. oocarpa oraz P. cembroides.
Przedstawiciele tego gatunku są gospodarzami kilku roślin pasożytniczych:
- Arceuthobium nigrum – gospodarz główny
- Arceuthobium gillii – gospodarz główny
- Arceuthobium yecorense – gospodarz główny
- Cladocolea cupulata Kuijt (gązewnikowate)[9]

## Systematyka i zmienność
Synonimy: Pinus patula B.C. Seemann non Schlechtendahl et Chamisso.
Pozycja gatunku w obrębie rodzaju Pinus:
- podrodzaj Pinus
  - sekcja Trifoliae
    - podsekcja Australes
      - gatunek P. lumholtzii

Sosna ta po raz pierwszy została zebrana w 1856 r. przez B.C. Seemanna, a pozyskany materiał znalazł się w herbarium Królewskich Ogrodów Botanicznych w Kew, gdzie został zaliczony do innego, wschodniomeksykańskiego gatunku Pinus patula. Okazy znalezione przez szwedzkiego botanika C. V. Hartmana, który towarzyszył Carlowi Lumholtzowi w jego podróży badawczej po Meksyku w latach 1890–1893, posłużyły do opisania nowego gatunku pod nazwą Pinus lumholtzii. Sosny znaleziono najpierw niedaleko Tutuaca, bezpośrednio na zachód od miasta Chihuahua. Typem nomenklatorycznym gatunku został okaz Hartman 541, rosnący niedaleko Coloradas w stanie Chihuahua.

## Zagrożenia
Międzynarodowa organizacja IUCN umieściła ten gatunek w Czerwonej księdze gatunków zagrożonych, przyznając mu kategorię zagrożenia LC (Least Concern, niskie ryzyko wyginięcia).

## Zastosowanie
Pod koniec XIX w. rdzenni mieszkańcy Sierra Madre Zachodnia przygotowywali wywar z igieł tej sosny, który stosowali jako lek na problemy z układem pokarmowym. Lud Tarahumara preferował drewno P. lumholtzii jako materiał do wyrobu instrumentów muzycznych.